# فابريسيو لوبيز
فابريسيو لوبيز (بالبرتغالية: Fabrício Lopes Alcântara‏) هو لاعب كرة قدم برازيلي في مركز الدفاع، ولد في 18 مايو 1984 في سلفادور في البرازيل. لعب مع نادي أمريكا ونادي الاتحاد ونادي العين ونادي سامبايو كوريا ونادي فاساس ونافال.